# Wyższe Seminarium Duchowne Diecezji Kaliskiej
Wyższe Seminarium Duchowne Diecezji Kaliskiej (łac. Maius Seminarium Clericorum Diœcesis Calissiensis) – rzymskokatolickie wyższe seminarium duchowne diecezji kaliskiej, przygotowujące mężczyzn do przyjęcia święceń diakonatu i prezbiteratu.
W wyniku decyzji Kongregacji ds. Duchowieństwa od 17 października 2020 seminarium jest czasowo zamknięte.

## Historia
Pierwsze seminarium duchowne w Kaliszu powstało w 1593 dzięki staraniom prymasa Stanisława Karnkowskiego podejmowanym już od 1581; było to pierwsze seminarium duchowne w archidiecezji gnieźnieńskiej.
Przywilej fundacyjny wydany został przez kapitułę gnieźnieńską 30 kwietnia 1583, jednak z powodu tworzenia przez prymasa kolegium jezuickiego w Kaliszu sprawa utworzenia seminarium przeciągała się. Niemałą rolę w tej sprawie odegrał sprzeciw duchowieństwa i patrycjatu Poznania, gdyż tamtejsze kolegium jezuickie planowano przekształcić w uniwersytet, nie dopuszczając przy tym do utworzenia drugiego ośrodka akademickiego w Wielkopolsce. Plany te jednak nie powiodły się i 30 kwietnia 1586 na polecenie prymasa Karnkowskiego kapituła gnieźnieńska wydała drugi przywilej fundacyjny, w którym określono program nauczania, wysokość nakładów finansowych i podległość prefektowi seminarium dwóch kaliskich szkół kolegiackich: św. Magdaleny i św. Mikołaja, którym od tego roku został Piotr Fabrycy Kowalski. Wówczas doszło jednak do sporu między prymasem i jezuitami a kapitułą gnieźnieńską dotyczącego sposobu finansowania studiów dla ubogich kleryków. Sprawa kontrybucji rocznej stała się przedmiotem narad na synodzie archidiecezjalnym w Łęczycy w 1589, ale nie doprowadziły one do porozumienia, które osiągnięto dopiero w 1591.
Ostateczne rozwiązanie problemu nastąpiło 29 marca 1593 na synodzie archidiecezji gnieźnieńskiej w Łowiczu, który zdecydował o utworzeniu seminarium duchownego archidiecezji gnieźnieńskiej przy działającym od 1584 Kolegium Karnkowskiego (łac. Collegium Karnkovianum), jednym z najznamienitszych kolegiów jezuickich w Rzeczypospolitej. Najwyższym przełożonym seminarium był arcybiskup gnieźnieński, a prefekt seminarium podlegał rektorowi kolegium jezuickiego. Piotr Fabrycy Kowalski autor dzieł teologicznych (wicerektor) 1586-87 dyrektor Szkoły Kaliskiej kierował w tym trudnym czasie Seminarium w Kaliszu jako prefekt w latach 1611–1612.
Dzięki staraniom kapituły gnieźnieńskiej synod archidiecezjalny w Łowiczu aktem z 24 września 1620 postanowił o przeniesieniu seminarium do Gniezna. Seminarium archidiecezji gnieźnieńskiej działało w Kaliszu do 20 czerwca 1621 i zostało przeniesione do Gniezna przez prymasa Wawrzyńca Gembickiego 8 lipca tego samego roku.

### Od 1993
Seminarium w obecnym kształcie zostało erygowane 10 czerwca 1993 przez biskupa diecezjalnego kaliskiego Stanisława Napierałę.
Klerycy są studentami teologii pastoralnej o specjalności kapłańskiej. Jurysdykcję kanoniczną nad seminarium sprawuje biskup diecezjalny kaliski.
W roku akademickim 2015/2016 z powodu zbyt małej liczby chętnych (3 osoby) nie utworzono po raz pierwszy w historii seminarium pierwszego roku studiów, kandydatów skierowano do seminarium w Poznaniu.
Od roku formacyjnego 2015/16 alumni seminarium kaliskiego odbywają pierwsze dwa lata formacji w seminarium w Poznaniu, a następne cztery lata w Kaliszu.
W czerwcu 2020 ujawniono w mediach, że w lutym 2018 rektor seminarium ks. Piotr Górski w skardze do Nuncjatury Apostolskiej w Polsce zarzucał biskupowi kaliskiemu Edwardowi Janiakowi tolerowanie wśród księży wykorzystywania seksualnego osób małoletnich oraz aktywnego homoseksualizmu. Hierarcha miał również zabiegać o doprowadzenie do święceń diakonatu kleryka, który przejawiał skłonności homoseksualne i przechowującego na swoim komputerze treści pornograficzne, także pornografię dziecięcą, a wobec rektora, sprzeciwiającemu się tym święceniom, stosować mobbing. W czerwcu 2020 Kongregacja ds. Duchowieństwa zleciła Stanisławowi Gądeckiemu, arcybiskupowi metropolicie poznańskiemu, przeprowadzenie dochodzenia w kaliskim seminarium. W tym celu w lipcu 2020 została ustanowiona komisja, w skład której weszli Damian Bryl, biskup pomocniczy poznański, ks. Mariusz Chamarczuk SDB, były rektor Wyższego Seminarium Duchownego Towarzystwa Salezjańskiego w Lądzie i ks. Wojciech Rzeszowski, dyrektor centrum edukacyjno-formacyjnego w Gnieźnie. Dochodzenie zakończono we wrześniu 2020. 17 października 2020 Nuncjatura Apostolska w Polsce poinformowała o czasowym zamknięciu seminarium i przeniesieniu kleryków do Arcybiskupiego Seminarium Duchownego w Poznaniu.